# Richard Barrett (compositeur)
Pour les articles homonymes, voir Barrett.
Ne doit pas être confondu avec Richard Barnett.
Richard Barrett, né le 7 novembre 1959 à Swansea au Pays de Galles, est un compositeur de musique de chambre et de musique électroacoustique qui a joué en Europe et dans le monde.

## Biographie
Richard Barrett étudie la génétique à l'University College London de 1977 à 1980, et c'est pendant cette période qu'il commence à composer. Il étudie attentivement la composition avec Peter Wiegold de 1980 à 1983 puis vient à Darmstadt.
Parmi ses prix, on peut compter le Kranichsteiner Musikpreis à Darmstadt (1986) et remporte le prix international Gaudeamus des compositeurs en 1989. Ensuite, il travaille en tant qu'invité à la Berliner Künstlerprogramm du Deutscher Akademischer Austauschdienst (2001-02). Son travail a été joué par Accroche-Note, le Quatuor Arditti, l'orchestre symphonique de la BBC, Ensemble Cikada, Ensemble Köln, Ensemble Modern, Klangforum Wien, et le Nieuw Ensemble.